# 평택 홍학사 비각
평택 홍학사 비각은 대한민국 경기도 평택시 팽성읍 본정리에 있는 홍익한(1586∼1637) 선생의 비를 보호하고 있는 건물이다. 1983년 9월 19일 경기도의 문화재자료 제5호로 지정되었다.

## 개요
조선 인조 때 삼학사(三學士) 중 한 사람인 홍익한(1586∼1637) 선생의 비를 보호하고 있는 건물이다.
홍익한 선생은 병자호란 당시 최명길이 청나라와 화의를 맺자는 것에 끝까지 반대하다 윤집, 오달제와 함께 청나라에 끌려가 처형당하였다.
1964년 처음 지었고 1982년 지금 있는 곳으로 옮겨 다시 세웠는데 포의각이라고도 한다.
선생의 묘소 앞에 자리잡고 있으며 앞면 2칸·옆면 1칸 규모이다. 지붕은 옆면에서 볼 때 사람 인(人)자 모양을 한 맞배지붕으로 꾸몄고, 앞쪽 부분에 1964년 비각을 세울 당시의 일들을 기록한 현판이 걸려 있다.

## 참고 문헌
- 홍학사비각 - 국가유산청 국가유산포털